# Pagoda Tran Quoc
Pagoda Trấn Quốc (vietnamsko chùa Trấn Quốc, chữ Nôm 𫴶鎭國; vietnamsko Trấn Quốc tự, chữ Hán 鎮國寺), najstarejši budistični tempelj v Hanoju, Vietnam, stoji na majhnem otoku blizu jugovzhodne obale Zahodnega jezera in je bila zgrajena v 6. stoletju, pod vladavino Lý Nam Đế, nato pa delno obnovljena v 17. stoletju.
Velja za središče budizma v stoletjih Thang Longa (prejšnje ime Hanoja) pod dinastijo Lý in dinastijo Trần. Ta kraj je svet za budistične vernike, vietnamske obiskovalce in tujce.

## Zgodovina in arhitektura
Pagoda Trấn Quốc v Hanoju je najstarejša pagoda v mestu, prvotno zgrajena v 6. stoletju med vladavino cesarja Lý Nam Đếja (od leta 544 do 548), zaradi česar je stara več kot 1500 let. Ob ustanovitvi se je tempelj imenoval Khai Quốc (nacionalna ustanovitev) in je bil postavljen na obali Rdeče reke, zunaj nasipa Jên Phụ. Ko so se soočili s posegom reke, so tempelj leta 1615 preselili na otoček Kim Ngư ('zlata ribica') jezera Hồ Tây ('Zahodno jezero'), kjer je zdaj. Vgraviran podpis Ngujen Šuan Činh leta 1639 potrjuje obnovo na ta datum.
S celino ga povezuje majhen nasip. Zadnja večja popravila templja so bila izvedena leta 1815, ko so prenovili glavno svetišče, sprejemno dvorano in posteriorno dvorano mrtvih.
Pagoda, visoka 15 metrov, sestavljena iz 11 nadstropij, je bila postavljena v spomin na velikega budističnega dostojanstvenika. V vsakem nadstropju z obokanimi vrati je kip Bude Amitabhe (v vietnamščini Nam Mo A-di-đà Phat). Večina pagod je bila narejena v 17. stoletju. Na parceli je urejen velik vrt.
Menihi že stoletja živijo v pagodi Trấn Quốc in javnost poučujejo o budizmu. Preden obiskovalci začnejo prihajati, menihi molijo v več svetiščih, razporejenih po zemljišču. Menihi se ne poročajo in zato ne živijo z družinami v pagodi. Z leti so tempelj različno imenovali tudi An Quốc ('pomiritev kraljestva') in Trấn Bắc ('varuh severa').
V templju Trấn Quốc je veliko budistične simbolike. Osemkrako kolo je simbol budizma, saj predstavlja plemenito osemkratno pot. V pagodi Trấn Quốc je veliko kipov lotosovih cvetov. Ti simbolizirajo čistost uma, telesa in govora. Lotosov cvet simbolizira tudi razsvetljenje in dosežek. Kamniti zid ob strani pagode ima več rezbarij lotosovih cvetov, vgraviranih v kamen. Rezbarije izražajo lepoto narave v Vietnamu.
S svojo harmonično arhitekturo, ki izkorišča prednosti vodne pokrajine, je pagoda slikovita atrakcija. Pogled na sončni zahod z območja templja je znan.
Med zgodovinskimi relikvijami so kipi iz leta 1639. Zunaj je stela iz leta 1639, ki pripoveduje o zgodovini pagode.
Na posesti Trấn Quốc je drevo Bodi, ki naj bi bil poganjek prvotnega drevesa v Bodh Gaja v Indiji, pod katerim je sedel Buda in dosegel razsvetljenje. Darilo je bilo dano leta 1959 ob obisku indijskega predsednika Radžendre Prasada.
V glavnem svetišču obiskovalci dobijo kadilo, ki ga zažgejo. Obiskovalci svetišča dajejo tudi darila, kot je hrana ali majhne količine denarja, kot darilo za bogove, da si zagotovijo srečo. Kadilo zažgejo, da pošljejo želje bogovom in v zameno prejmejo srečo. Kadilo je predstavljeno v lihih številkah, ker se lihe številke v kitajski in vietnamski kulturi štejejo za srečo. Številke, kot je številka 4, veljajo za nesrečne, ker kitajsko-vietnamska beseda za številko štiri zveni kot beseda za smrt v kitajsko-vietnamščini (tứ-tử). Ljudje predstavljajo daritve brez mesa, ker so menihi, ki živijo v Trấn Quốcu, vegetarijanci.
V templju Trấn Quốc častijo tudi boginje, znane kot Mẫu ('Matere'). Njihova svetišča so pred dvoriščem.Mẫu Thượng Ngàn ('zelena mati') ima oblast nad gorami in gozdovi. Mẫu Thoải ('bela mati') ima oblast nad vodo. In nazadnje, Mẫu Thượng Thiên (rdeča mati) ima oblast nad nebom. To so nekateri najstarejši bogovi ali boginje, ki so jih častili v Vietnamu in so bili v Vietnamu pred Budo.
Častilci, ki pridejo v tempelj molit, lahko pridejo kadar koli želijo. Vendar pa je še posebej priljubljeno v prvem mesecu vietnamskega koledarja. Molijo v številnih majhnih in velikih svetiščih po vsem templju.
Tempelj je bil leta 1989 priznan kot zgodovinski spomenik vietnamske nacionalne kulture.